# Souleymane Karamoko (calciatore)
Souleymane Karamoko (Parigi, 29 luglio 1992) è un calciatore mauritano, di origini ivoriane, difensore svincolato.

## Carriera

### Club
Ha giocato nella seconda divisione francese.

### Nazionale
Nel 2021 è stato convocato nella nazionale mauritana per partecipare alla Coppa d'Africa.

## Statistiche

### Presenze e reti nei club
Statistiche aggiornate al 28 maggio 2021.
| Stagione           | Squadra            | Campionato         | Campionato | Campionato | Coppe nazionali | Coppe nazionali | Coppe nazionali | Coppe continentali | Coppe continentali | Coppe continentali | Altre coppe | Altre coppe | Altre coppe | Totale | Totale |
| Stagione           | Squadra            | Comp               | Pres       | Reti       | Comp            | Pres            | Reti            | Comp               | Pres               | Reti               | Comp        | Pres        | Reti        | Pres   | Reti   |
| ------------------ | ------------------ | ------------------ | ---------- | ---------- | --------------- | --------------- | --------------- | ------------------ | ------------------ | ------------------ | ----------- | ----------- | ----------- | ------ | ------ |
| mar.-giu. 2013     | RC France          | CFA2               | 11         | 1          |                 | -               | -               |                    | -                  | -                  |             | -           | -           | 11     | 1      |
| 2013-2014          | Entente SSG        | CFA                | 9          | 0          |                 | -               | -               |                    | -                  | -                  |             | -           | -           | 9      | 0      |
| 2014-2015          | Entente SSG        | CFA                | 25         | 1          |                 | -               | -               |                    | -                  | -                  |             | -           | -           | 25     | 1      |
| 2015-2016          | Entente SSG        | CFA                | 27         | 0          | CF              | 2               | 0               |                    | -                  | -                  |             | -           | -           | 29     | 0      |
| 2016-2017          | Entente SSG        | CFA                | 27         | 1          |                 | -               | -               |                    | -                  | -                  |             | -           | -           | 27     | 1      |
| Totale Entente SSG | Totale Entente SSG | Totale Entente SSG | 88         | 2          |                 | 2               | 0               |                    | -                  | -                  |             | -           | -           | 90     | 2      |
| 2017-2018          | Paris FC           | L2                 | 21         | 1          | CF+CdL          | 2+2             | 0               |                    | -                  | -                  |             | -           | -           | 25     | 1      |
| 2018-2019          | Paris FC           | L2                 | 30         | 0          | CF+CdL          | 0+1             | 0               |                    | -                  | -                  |             | -           | -           | 30     | 0      |
| Totale Paris FC    | Totale Paris FC    | Totale Paris FC    | 51         | 1          |                 | 5               | 0               |                    | -                  | -                  |             | -           | -           | 56     | 1      |
| 2019-2020          | Nancy              | L2                 | 20         | 0          | CF+CdL          | 4+1             | 0               |                    | -                  | -                  |             | -           | -           | 25     | 0      |
| 2020-2021          | Nancy              | L2                 | 33         | 0          | CF              | 0               | 0               |                    | -                  | -                  |             | -           | -           | 33     | 0      |
| Totale Nancy       | Totale Nancy       | Totale Nancy       | 53         | 0          |                 | 5               | 0               |                    | -                  | -                  |             | -           | -           | 58     | 0      |
| Totale carriera    | Totale carriera    | Totale carriera    | 203        | 4          |                 | 12              | 0               |                    | -                  | -                  |             | -           | -           | 215    | 4      |